# Осада Хертогенбоса
Осада Хертогенбоса — осада голландскими войсками под командованием Фредерика-Генриха Оранского занятой испанцами крепости Хертогенбос в 1629 году в рамках Восьмидесятилетней войны.

## Предыстория
Двенадцатилетнее перемирие между испанцами и голландцами завершилось в 1621 году. Штатгальтер Мориц Оранский в это время сыграл важную роль в разжигании Тридцатилетней войны в Германии, и Габсбурги попытались наказать мятежную Голландскую республику. Боевые действия в Нидерландах возобновились.
Испанцы, используя свои крепости в Нидерландах, попытались организовать торговую блокаду Республики. Блокада вызвала экономический кризис в Нидерландах, тогда голландцы попытались навредить врагам в своих колониях. В 1628 году адмирал Пит Хайн захватил испанский «серебряный флот». Это значительно улучшило финансовое положение Республики и подняло моральный дух голландцев. Они перешли в наступление и попытались захватить контролируемую испанцами крепость Хертогенбос.
Хертогенбос был хорошо укреплен и находился в труднодоступном районе. Земли вокруг города были заняты болотами, поэтому применение традиционных методов осады было невозможным.

## Осада

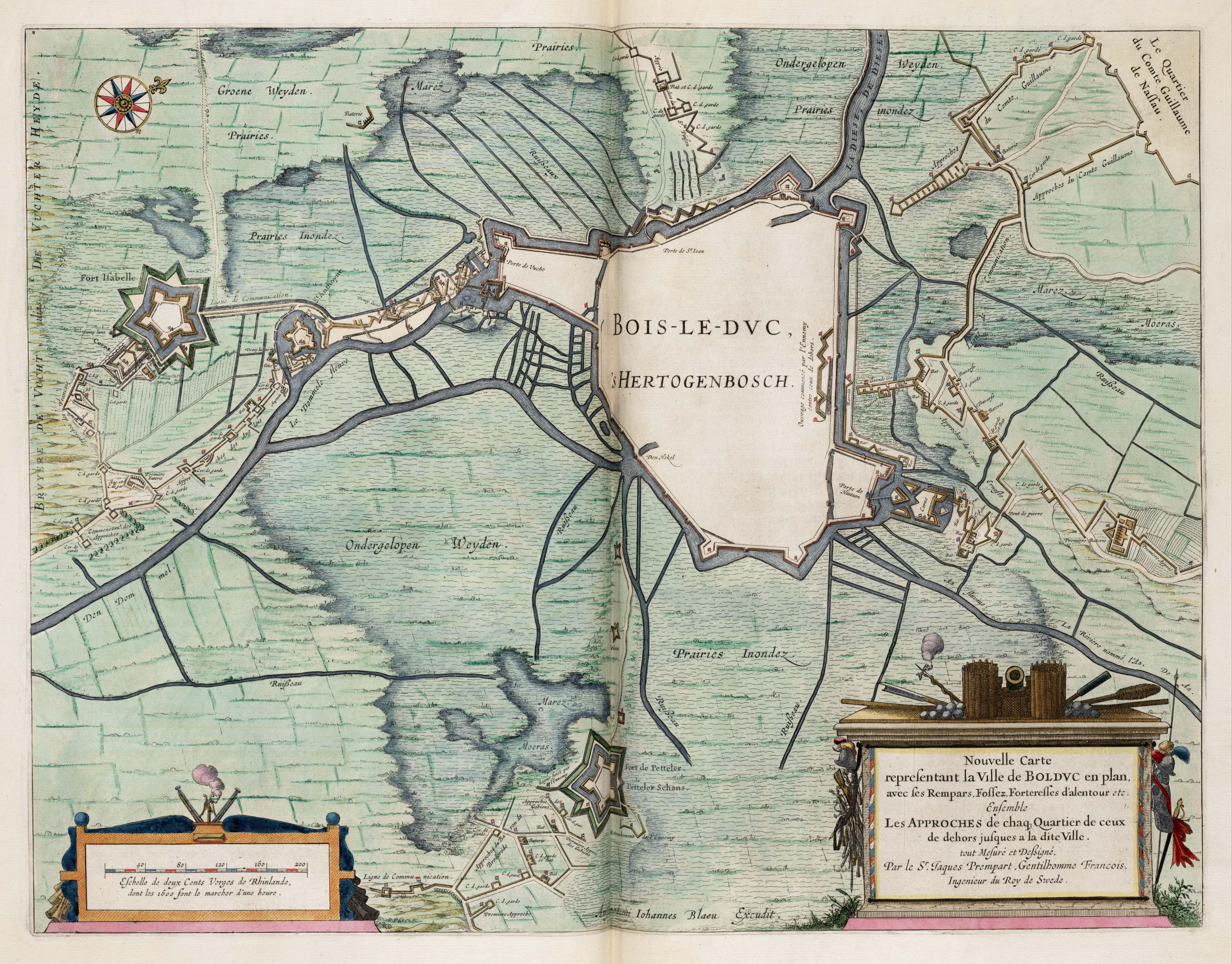
Я. Блау. Карта осады Хертогенбоса.

Голландский командующий Фредерик-Генрих Оранский, продвинувшись от Граве, осадил Хертогенбос в апреле 1629 года с армией из 24 000 пехотинцев и 4000 кавалеристов. Он также нанял 4000 крестьян для строительных работ. Фредерик-Генрих возвел 40-километровую дамбу, перекрыв реки Доммел и Аа. Это привело к осушению болот, окружавших Хертогенбос. После того, как почва в достаточной степени просохла, голландцы подвели осадные траншеи к городским стенам.

## Реакция Габсбургов
Разумеется, Габсбурги не сидели сложа руки в это время. Они послали большую армию под командованием двоюродного брата Фредерика-Генриха Хендрика ван ден Берга, которая подошла к городу в июле. Ван ден Берг понял, что линия осадных укреплений голландцев слишком сильна и попытался выманить Фредерика-Генриха из лагеря. Для этого он 14 августа захватил Амерсфорт, однако когда его база снабжения в Везеле была атакована, Хендрик был вынужден отступить.
Между тем голландцы подводили свои траншеи всё ближе к городу вдоль южной дороги, при этом непрерывно бомбардируя крепость. Во время осады по городу было выпущено 28 517 пушечных ядер. 18 июля пал укреплённый форт Изабелла, а на следующий день — форт Антоний. Несмотря на неоднократные вылазки осажденных, голландцы всё ближе подходили к южным городским воротам. Здесь они 11 сентября взорвали городскую стену. В итоге 14 сентября военный губернатор Хертогенбоса Антони Шетц сдал город.

## Падение города
Падение Хертогенбоса стало огромным ударом по престижу Габсбургов. Фредерик-Генрих, воодушевлённый успехом, начал серию осад при содействии своего двоюродного брата ван ден Берг, который перешёл на сторону республиканцев. Хотя население будет оставаться преимущественно католическим, Хертогенбос останется в руках Республики, пока французские революционные силы не захватят его в 1794 году.